# 10271 Dymond
10271 Dymond este o planetă minoră (asteroid), cu un diametru de 3,995 km, din centura de asteroizi. A fost descoperită pe 14 octombrie 1980 la Observatorul din Haute-Provence de Henri Debehogne. 
Obiectul prezintă o orbită caracterizată de o semiaxă mare de 2,2791505 UAi, o excentricitate de 0,25, o înclinație de 6,20676 ° în raport cu ecliptica.